# Famille Rodrigues-Henriques
Pour les articles homonymes, voir Rodrigues (homonymie) et Henriques.
 (juillet 2024).
La famille Rodrigues-Henriques est une famille juive française, originaire du Portugal, établie à Bordeaux, puis à Paris. Plusieurs de ces membres abandonneront la religion juive.

## Personnalités

### Benjamin Rodrigues-Henriques (1769-1838)
Fils d'Abraham (1735-1800), banquier à Bordeaux, il est banquier à Bordeaux et à Paris, et fonda en 1808 à Paris, avec Isaac Patto, la Banque Rodrigues, Patto et Cie.
Il est le père d'Édouard (1796-1878) et de Henri (1798-1858).

### Isaac Rodrigues-Henriques (Bordeaux 1771 - 1846 Saint Cloud)
Fils de Benjamin (1741-1832), négociant à Bordeaux, il est négociant, assureur, courtier et banquier à Bordeaux et Paris. Isaac Rodrigues joua un rôle important dans la destinée de la famille et de la banque Fould. Il accueillit les frères Pereire, ses neveux, lorsqu'ils s'installèrent à Paris, et les fit débuter dans sa banque.
En 1807, il est secrétaire du Grand Sanhédrin.
Marié à Sara Sophie Lopez Fonseca (Saint-Esprit près de Bayonne 1776 - 1846 Paris), c'est le père d'Olinde Benjamin (1795-1851) et d'Eugène Rodrigues (1807-1830). Il est le beau-père d'Émile Pereire (son cousin germain), de Charles Sarchi et d'Armand Lévy. Il est enterré, avec sa femme et son fils Olinde, au cimetière du Père Lachaise (Division 28).

### Olinde Benjamin Rodrigues (Bordeaux 1795 - 1851 Paris)
Fils d'Isaac (1771-1846), il est mathématicien, banquier et réformateur social. Adepte des idées de Saint-Simon (1760-1825), dont il fut le principal disciple et l'héritier, il continue à défendre cet idéal socialiste après la mort de celui-ci. Il est enterré avec ses parents au cimetière du Père Lachaise (Division 28).

### Eugénie Foa (1796-1852)
Fille d'Alexandre-Isaac (1765-1834), banquier à Bordeaux, et d'Esther Gradis, elle est femme de lettres et romancière.

### Édouard Rodrigues-Henriques (1796-1878)
Il est le fils de Benjamin (1769-1838). Financier, saint-simonien, mélomane et philanthrope, Édouard Rodrigues est agent de change à Paris, associé dans sa charge à Ferdinand Moreau. Associé-commanditaire de Pleyel, Wolff & Cie, de la société Ernest Goüin et Cie, Édouard est administrateur de la Compagnie des chemins de fer de l'Ouest, de la Compagnie du chemin de fer de Paris à Saint-Germain, de la Société de construction des Batignolles, du Crédit mobilier, de la Caisse d'Épargne, etc.
Il est conseiller municipal de Rueil-Malmaison, commune où il fait reconstruire le château de Bois-Préau.
Ami de George Sand, ils tinrent une importante correspondance entre 1862 et 1876.
Marié à Sophie Lopes Henriques de Saa, philanthrope qui donna son nom à une rue de Rueil-Malmaison et belle-sœur de Henry Vieyra Molina, il est le beau-père du baron Gustave d'Eichthal, d'Ernest Goüin, de Henry Genuyt de Beaulieu et de Paul Roland-Gosselin.

### Henri Rodrigues-Henriques (1798-1858)
Fils de Benjamin (1769-1838), il est syndic des agents de change sur la place de Paris.

### Eugène Rodrigues (1807-1830)
Fils d'Isaac (1771-1846), il est un penseur et saint-Simonien.

### Hippolyte Rodrigues (1812-1898)
Fils d'Alexandre-Isaac (1765-1834), banquier à Bordeaux, et d'Esther Gradis, il est agent de change à Paris, historien des religions et homme de lettres.
Il est membre fondateur et secrétaire de la Société scientifique-littéraire israélite, membre de la Société des gens de lettres et de la Société des compositeurs de musique.

### Léonie Halévy (1820-1884)
Fille d'Alexandre-Isaac (1765-1834), banquier à Bordeaux, et d'Esther Gradis, elle épouse le compositeur Jacques-Fromental Halévy, dont elle eut Geneviève Halévy (qui épousera le compositeur Georges Bizet).
Elle fut une sculptrice, une collectionneuse d'art et salonnière.

### Georges Rodrigues-Henriques (1830-1885)
Fils de Henri (1798-1858), il est agent de change à Paris. Élève et ami de Corot, il est artiste-peintre. Il expose au Salon entre 1877 et 1882.
Il est membre de la Société de géographie.
Marié à Lucie Étignard de La Faulotte, belle-sœur d'Henry-Charles Goüin (fils d'Henry Goüin) et tante du général Louis Gaëtan Dimier de La Brunetière, il est le beau-père de Georges d'Eichthal (fils de Gustave d'Eichthal), de Raymond Larsonnier (neveu de Gustave Larsonnier), de Jean Roland-Gosselin, de Maurice Labrosse-Luuyt (fils de Paul Bernard Labrosse-Luuyt).
Il hérite en 1858 du château des Lions.

### Eugène Rodrigues-Henriques (1853-1928)
Fils de Jacob-Hippolyte (1814-1871), avocat à la cour impériale de Paris, il est bâtonnier de la cour d’appel de Paris en 1911.
Collectionneur et bibliophile, il est président du Club des Cent bibliophiles de 1896 à 1928. Il est membre de la Société de reproduction des dessins de maîtres et de la Société des Amis des livres et président-fondateur de la Société de l'Estampe nouvelle (1897-1928).
Bibliographe sous le nom d’Erastène Ramiro, il signe notamment des ouvrages sur Félicien Rops et Louis Legrand dont il publie par ailleurs les Catalogues de l’œuvre gravé et lithographié.
Il fait plusieurs dons au Musée du Louvre.
Il est le beau-père de Guillaume Lerolle.

### Gaston Rodrigues-Henriques (1859-1889)
Fils d'Octave Rodrigues-Henriques (1829-1876) et de Marguerite Halphen (1839-1895), Gaston Rodrigues-Henriques naît le 6 février 1859 à Bordeaux.
Il devient avocat à la Cour d'appel de Bordeaux.
Il rachète le château de Laurenzane en 1880.
En 1882, il acquiert les terrains des dunes d'Aïce Errota et charge l'ingénieur de la ville de Bayonne, Ducazau, d'aménager le quartier balnéaire (Saint-Jean-de-Luz).
Il meurt le 2 mai 1889.

### Jacques Rodrigues-Henriques (1886-1968)
Fils de Gustave (1834-1883), banquier et courtier en bourse, et de Gabrielle Bernheim (1839-1915), remariée à Félix Vallotton, il est marchand d'art et collectionneur. Il est fondateur et directeur d'une galerie d'art située rue Bonaparte à Paris.

### Stéphane Rodrigues-Henriques (1898-1997)
Fils de Henri (1864-1941), ingénieur-centralien, et d'Emma Crépy-Scrive, il est centralien, ingénieur à la Société de construction des Batignolles et directeur technique de Citroën, ainsi que président-directeur général de la Compagnie du chemin de fer de Dakar à Saint-Louis, de la Compagnie générale de construction mécanique et de la Société africaine d'entrepôts industriels, et administrateur de la plusieurs sociétés (Compagnie continentale d'assurances, etc.).
Il est professeur à l'École d'organisation scientifique du travail de 1952 à 1969 et censeur de la Banque de France de Saint-Denis à partir de 1953. Il est administrateur de l'Association nationale pour la défense de la qualité française, membre du Comité français des expositions, du Comité national de l'organisation française, de la Société des ingénieurs civils de France,
Il est officier de l'ordre national du Mérite et de l'ordre du Dragon d'Annam et chevalier de la Légion d'honneur, des Palmes académiques, de l'ordre de l'Étoile noire et de l'ordre royal du Cambodge.
Il est le gendre de Maurice Quentin, président du Conseil municipal de Paris et du Conseil général de la Seine.

### Autres membres
- Élisa Esther, mère de William Busnach
- Esther Sophie, mère de David Raynal
- Mélanie, belle-mère d'Émile Level
- Fernande, mère de Aimery Blacque-Belair

## Galerie

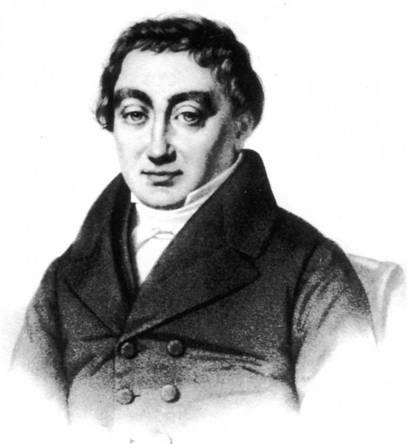
Portrait d'Isaac Rodrigues-Henriques (1771-1846).
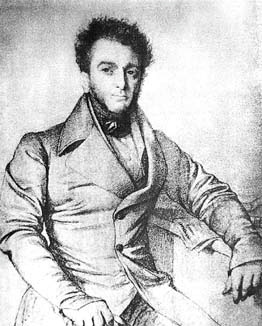
Portrait d'Olinde Rodrigues (1795-1851).
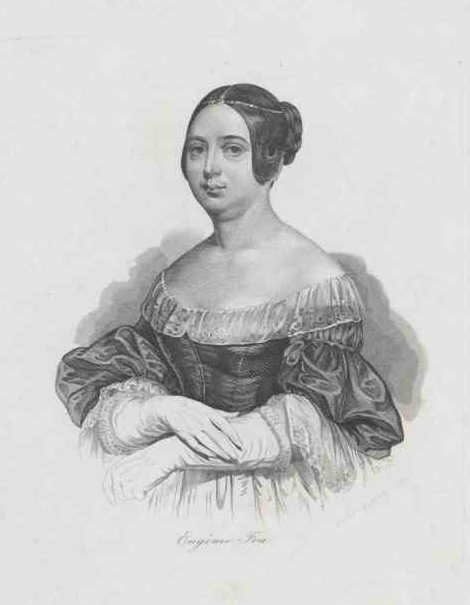
Portrait d'Eugènie Foa (1796-1852).
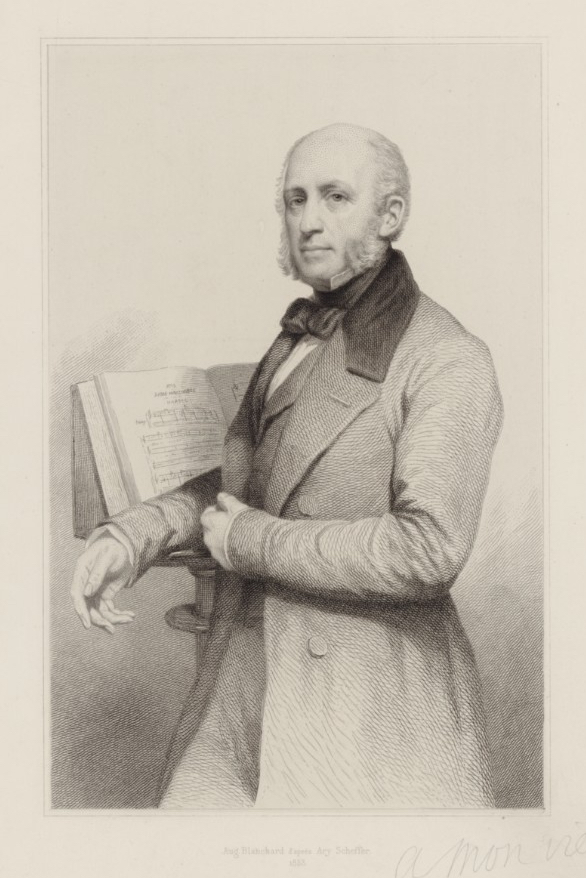
Portrait d'Edouard Rodrigues-Henriques (1796-1878).
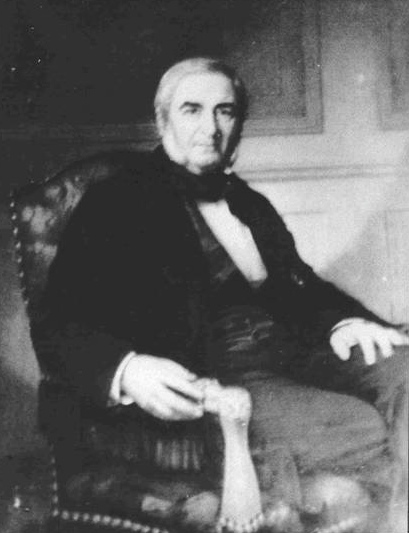
Portrait de Henry Rodrigues-Henriques (1798-1858).
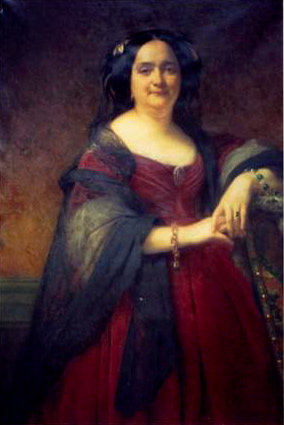
Portrait de Mme Émile Pereire, née Rachel Herminie Rodrigues-Henriques (1805-1874)
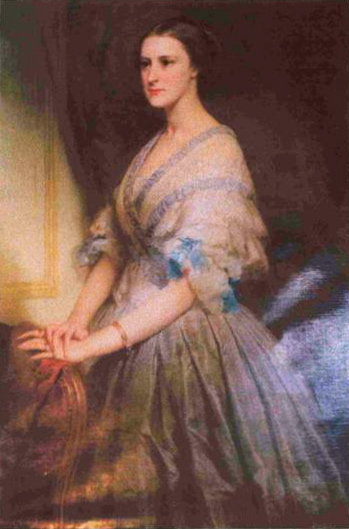
Portrait de Mme Georges Rodrigues-Henriques, née Lucie Étignard de La Faulotte (1837-1907).
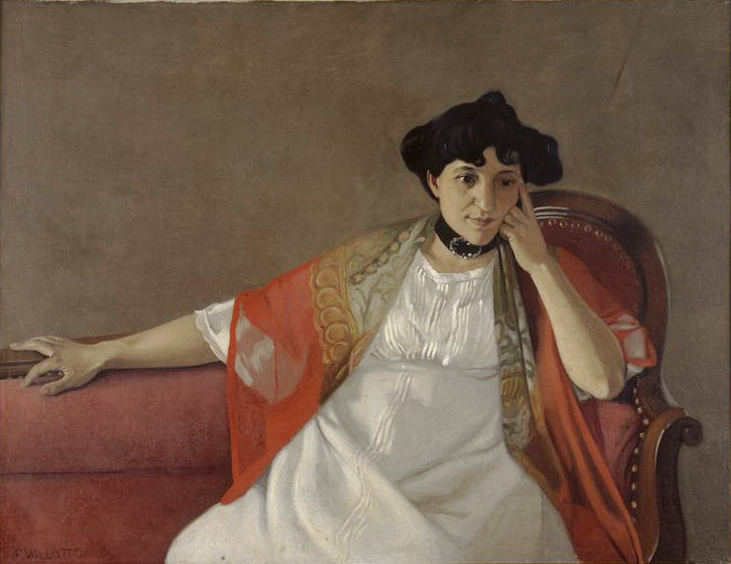
Portrait de Mme Gustave Rodrigues-Henriques, née Gabrielle Bernheim (1839-1915) et remariée à Félix Vallotton.
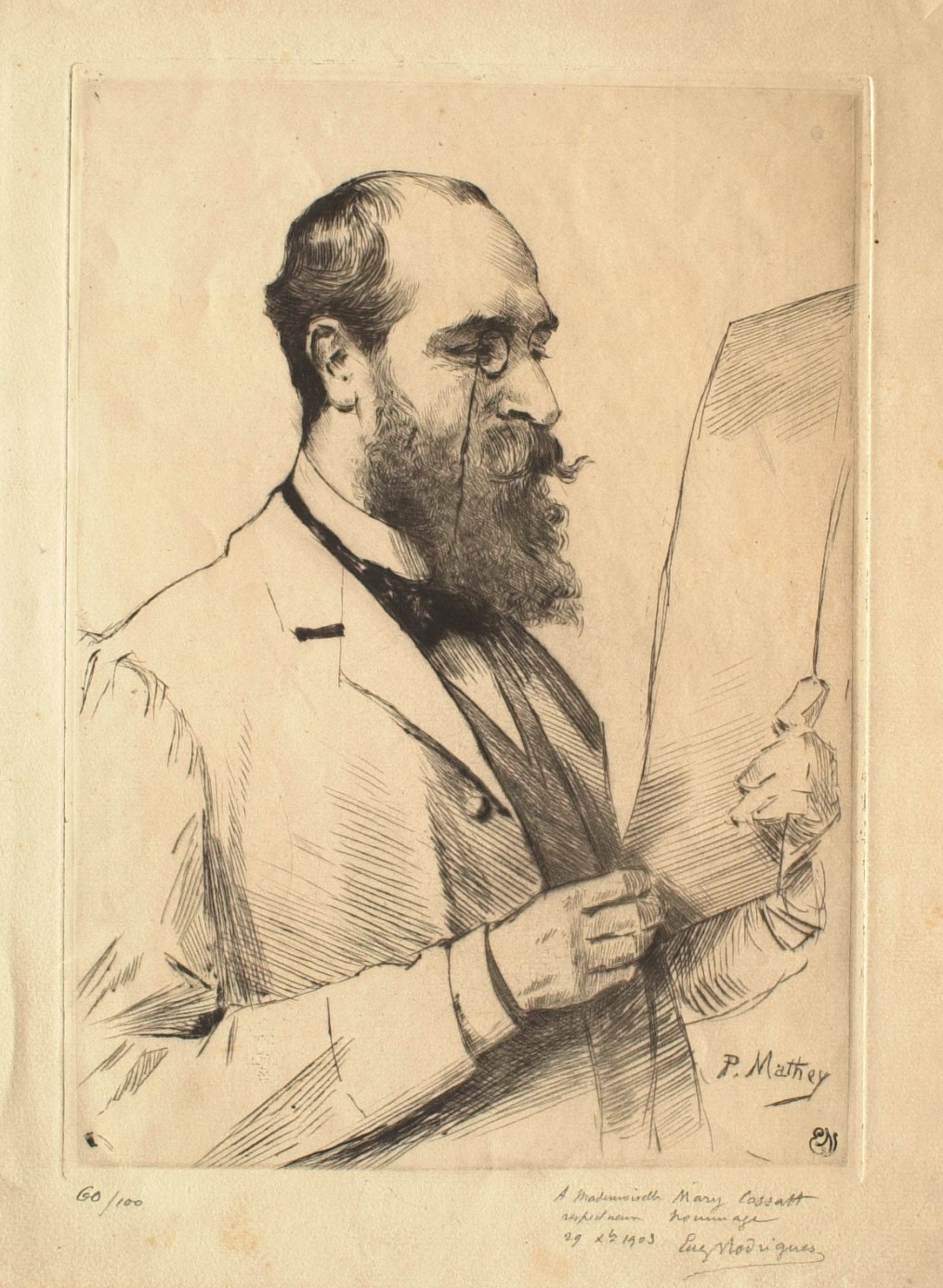
Portrait d'Eugène Rodrigues-Henriques (1853-1928), alias Erastene Ramiro, par Paul Mathey.
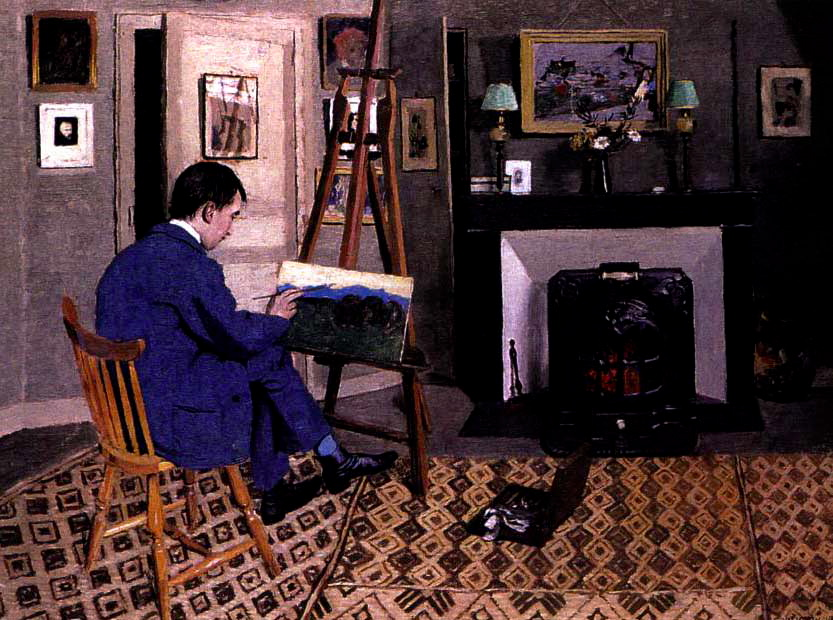
Portrait de Max Rodrigues-Henriques (1860-1894) au 6 rue de Milan (Paris), par Félix Vallotton.
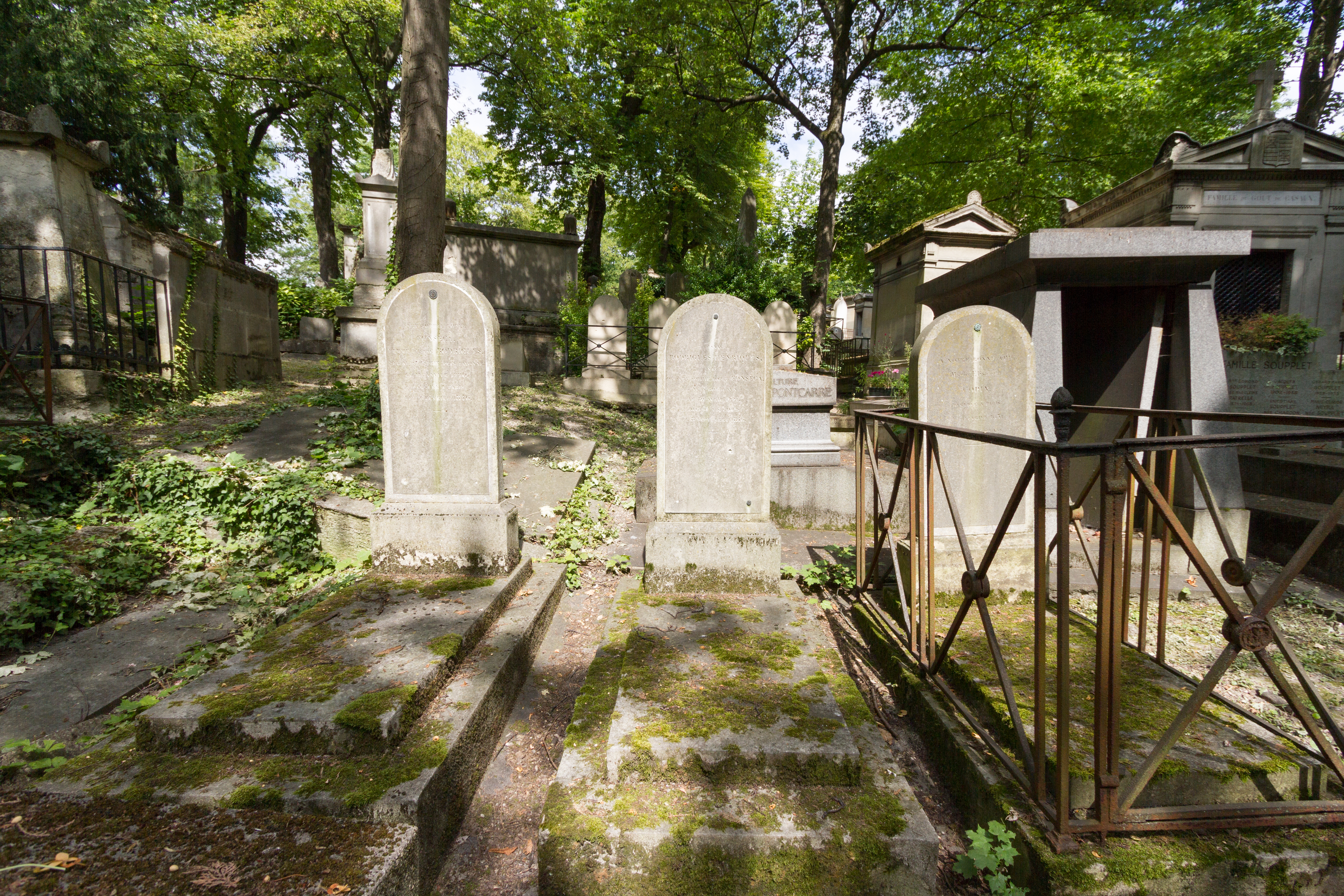
Sépulture d'Isaac Rodrigues-Henriques et de Sara Sophie Lopez Fonseca, sa femme, au cimetière du Père Lachaise (Division 28)